# John Gowans
John Gowans, född 13 november 1934 i Blantyre, Skottland, död 8 december 2012 i London, var Frälsningsarméns 16:e general (1999–2002).
Gowans föräldrar var frälsningsofficerare och han började själv studera till officer 1954 på  "The International Training College" (Frälsningsarméns internationella officersskola) i London. På skolan träffade han sin blivande fru, Giséle Bonhotal som kom ifrån Paris Centralkår. De gifte sig i Paris 1957 och har två söner, John-Marc och Christophe.
Under 16 år tjänstgjorde makarna Gowans som kårledare i flera av Frälsningsarméns kårer i Storbritannien. Därefter arbetade de som divisionschefer (distriktschefer) i Manchester följt av uppgifter som chefssekreterare resp. territoriell Hemförbundssekreterare i Frankrike.
De har även haft uppdrag i USA innan de 1986 blev ledare för FA:s arbete i Frankrike och ytterligare 7 år senare blev ledare i Australiens östra territorium och Papua Nya Guinea
I april 1997 fick de ansvaret som ledare för FA i brittiska och irländska territoriet.
15 maj 1999 valdes John Gowans till general av  Frälsningsarméns höga råd. Han efterträdde därmed Paul Rader som general 23 juli samma år. Kommendör Giséle Gowans tillträdde samtidigt sitt uppdrag som Världspresident för Frälsningsarméns kvinnoorganisationer.
Han är även sångförfattare och tillsammans med sin efterträdare som general, John Larsson, har han skrivit 10 musikaler:
- Take-Over Bid (1967)
- Hosea (1969)
- Jesus Folk (1972)
- Spirit (1973)
- Glory (1975)
- White Rose (1977)
- The Blood Of The Lamb (1978), (Lammets blod)
- Son Of Man (1983)
- Man Mark II (1985), (Den nya människan)
- The Meeting (1990)

Flera sånger från dessa musikaler har blivit mycket populära inom FA och finns representerade i Frälsningsarméns sångbok:
- 333 Du skall inte tro att Gud dig överger (text:J. Gowans/Musik:J. Larsson)
- 673 Om du och jag kan vara vänner (text: J. Gowans/Musik.J. Larsson)
- 676 De skall komma från öst, de skall komma från väst (text:J. Gowans/sv. text: Bert Anderson/Musik:J. Larsson)
- 790 Att bli lik Jesus (text:J. Gowans/Sv. text: Viola Lundkvist/Musik:J. Larsson)

I "Sångboken" finns:
- 90 När i egen kraft jag verkar och min tro är alltför svag (Sv. text: Kai Kjäll-Andersson)
- 102 Om kors och nöd och lidande mig möter (Sv. text: Göran Larsson, Christina Nilsson och Kai Kjäll-Andersson)
- 139 Vi har ett budskap, ett enkelt budskap (Sv . text: Göran Larsson)
- 193 Vi ber alla om din frälsning (Sv. text. Inger Lundin)